# Aurino Ferreira
Aurino Ferreira de Oliveira (Feira de Santana, 1926 – Rio de Janeiro, 8 de janeiro de 2019) foi um saxofonista barítono brasileiro.
Aurino tocou e/ou gravou com grandes nomes da música brasileira como Dick Farney, Gilberto Gil, Gonzaguinha, Jorge Ben Jor, Marcos Valle, Toquinho e Wilson Simonal.
Participou ativamente, entre 1970 e 2015, como membro da banda RC-9, que acompanha o cantor Roberto Carlos em seus shows.